# Ihlara, Güzelyurt
Ihlara là một thị trấn thuộc huyện Güzelyurt, tỉnh Aksaray, Thổ Nhĩ Kỳ. Dân số thời điểm năm 2010 là 2.709 người.